# Anisodes dithyma
Anisodes dithyma là một loài bướm đêm trong họ Geometridae.